# 全北特別自治道
全北特別自治道（：／ Jeonbuk Teukbyeol Jachido */?），原稱全羅北道（：／ Jeollabuk-do */?），是位于朝鲜半岛西南部的一个韩国行政道，南与全罗南道接壤，北以锦江为界与忠清南道相邻，东以小白山脉为界与庆尚南道相连，東北一小部分與慶尚北道鄰接，西濱臨黃海，面积8,066平方公里，人口約180万，有6市、8郡，首府位于全州市。:291
全北特别自治道是韩国汽车与造船业基地。韩国国内90%的商用车产自全北特别自治道。现代重工和群山造船所等世界级造船企业在全北特别自治道建有工厂和研发机构。全北特别自治道亦是韩国碳产业的先驱，拥有韩国首条碳纤维生产设施，并率先开发出韧性强度T-700级中性能碳纤维。全北特别自治道在扶安郡、金堤市和群山市海岸，通过填海造地计划建造409平方公里的融经济、产业及观光为一体的绿色生态自由城市“新万金”。该工程是目前世界上最大的围海造地工程。
全北特别自治道是韩屋、韩纸、韩食、盘索里等韩国传统文化的中心。全州韩屋村是国际慢城联盟指定的慢城之一。全州拌饭和韩定食是代表性的韩国料理。全州也是联合国教科文组织指定的美食城市之一，每年举行全州拌饭庆典。全北特别自治道亦是盘索里名著《春香传》和《兴夫传》的发祥地。首府全州市每年举办以盘索里为中心的世界清唱艺术节。此外，全州每年还举办全州韩纸文化节。每年4月末5月初在全州举行的全州国际电影节是韩国代表性的国际电影节之一。
全北特别自治道拥有内藏山国立公园、德裕山国立公园、智异山国立公园、边山半岛国立公园4个国立公园和大芚山、马耳山等道立公园，以及金山寺、广寒楼苑、丰南门等名胜古迹:294，举办过1997年冬季世界大学生运动会、2002年国际足联世界杯等国际体育赛事。

## 历史

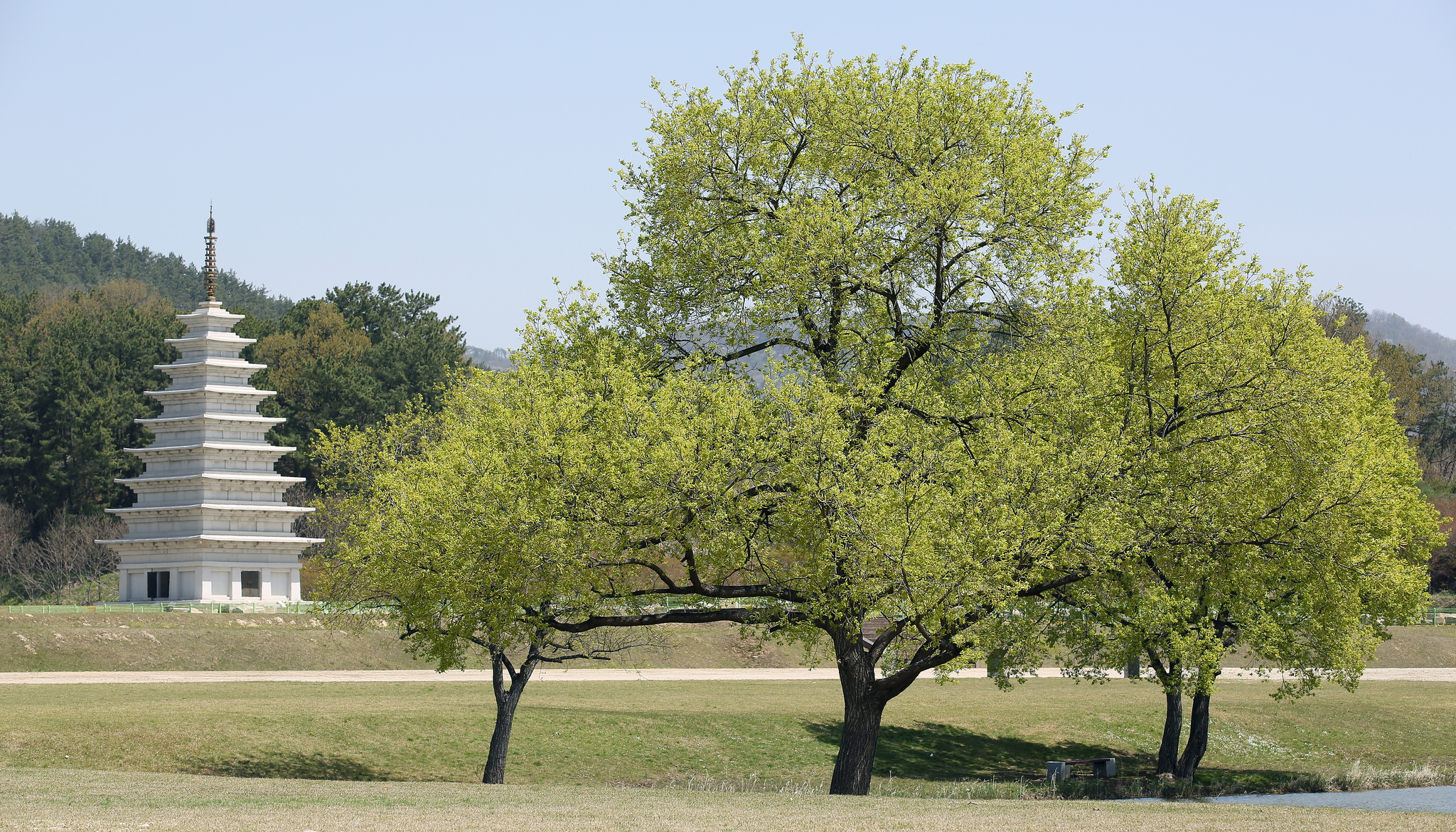
弥勒寺

全罗北道地区是三韩中马韩的中心之地。54个马韩部族国家中有15个位于全罗北道。三国时期，全北地区隶属百济。新罗联合中国唐朝灭亡百济后，全罗北道成为统一新罗的领土。统一新罗在全国设立“九州五小京”时，全罗北道隶属完山州（现在的全州），今天的南原是五小京中的南原京。统一新罗末期，甄萱在全罗北道地区建立后百济，都城设在全州。:290-291
995年（成宗14年），高丽将全国分为十个道，在全罗北道设立江南道，并建立了全州（现在的全州地区）、瀛州（现在的古阜面地区）、舜州（现在的淳昌地区）和马州（现在的沃沟邑地区）四州。1018年（显宗9年），高丽行政区划改为“五道两界”时，江南道（全罗北道）和海南道（全罗南道）合并为全罗道，按察使设在全州。:291
1413年（太宗13年），朝鲜王朝将全国分为八道，全北地区隶属于全罗道。全州设有观察使，管辖全罗南道、全罗北道和济州岛。1896年（高宗33年），朝鲜改为实行十三道制的时候，全罗道被分为全罗南道和全罗北道。全罗北道由26个郡构成。1935年，全州邑升全州府。1949年，全州府、群山府分别改为市。1981年，定州邑和南原邑升级为市。1989年金堤邑升级为市。1995年全国行政区域改编时，群山市和沃沟郡，定州市和井邑郡，南原市和南原郡，金堤市和金堤郡，裡里市和益山郡合并成立了群山市、井邑市、南原市、金堤市和益山市等新形态的城乡结合城市。目前，全罗北道由6市和8郡组成。:291
2022年12月28日，韩国国会通过关于设置全北特别自治道的特别法案，全罗北道于2024年1月18日改制为全北特别自治道。

## 地理

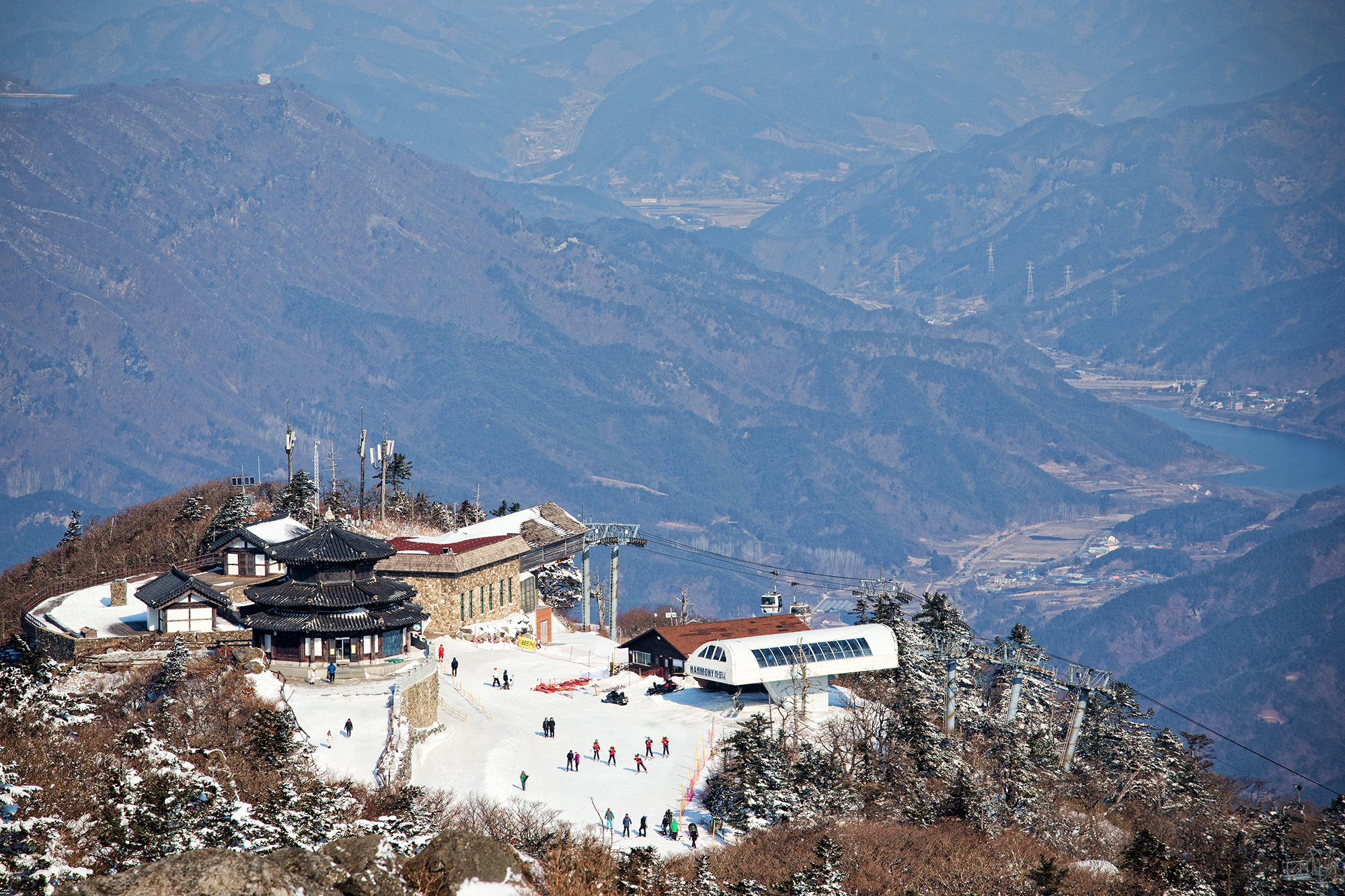
德裕山國立公園

全北特别自治道位于韩国西南部，北与忠清南道锦山郡、论山市、扶余郡、舒川郡和忠清北道的永同郡相连，东与庆尚南道河东郡、咸阳郡、居昌郡及庆尚北道的金泉市相邻，南与全罗南道灵光郡、长城郡、潭阳郡、谷城郡、求礼郡接壤，西隔着韩国西海与中华人民共和国相望，面积8,066平方公里，占全国领土总面积的8.06%，人口超180万。:291
全北特别自治道地势东高西低，100米以上的平地占到总面积的51%。东部分布着小白山脉、芦岭山脉、镇安盆地等，西部的群山半岛、进凤半岛、边山半岛构成西部的海岸线。从太白山脉分支出来的小白山脉是全北特别自治道与庆尚南道的天然分界线，主要山峰有般若峰（1,732米）、兔子峰（1,534米）、明星峰（1,586米）、白云山（1,279米）、南德裕山（1,508米）、舞龙山（1,492米）等。芦岭山脉将全北特别自治道分为西部平原地区和东部山岳地区两个部分。西部平原地区以湖南平原为中心，涵盖西海岸至芦岭山脉山脚末端的广阔地区。从芦岭山脉到小白山脉的镇安高原，长溪、长水盆地，南原、獒树盆地等构成东部山岳地区。:291
发源于兴德山的万顷江与全州川汇合，后流经湖南平原北部，在群山市南部注入韩国西海。发源于井邑丰方山的东津江从湖南平原南部流过后到达西海。两条河流在其流域内形成西部平原中心地带。:291

### 气候

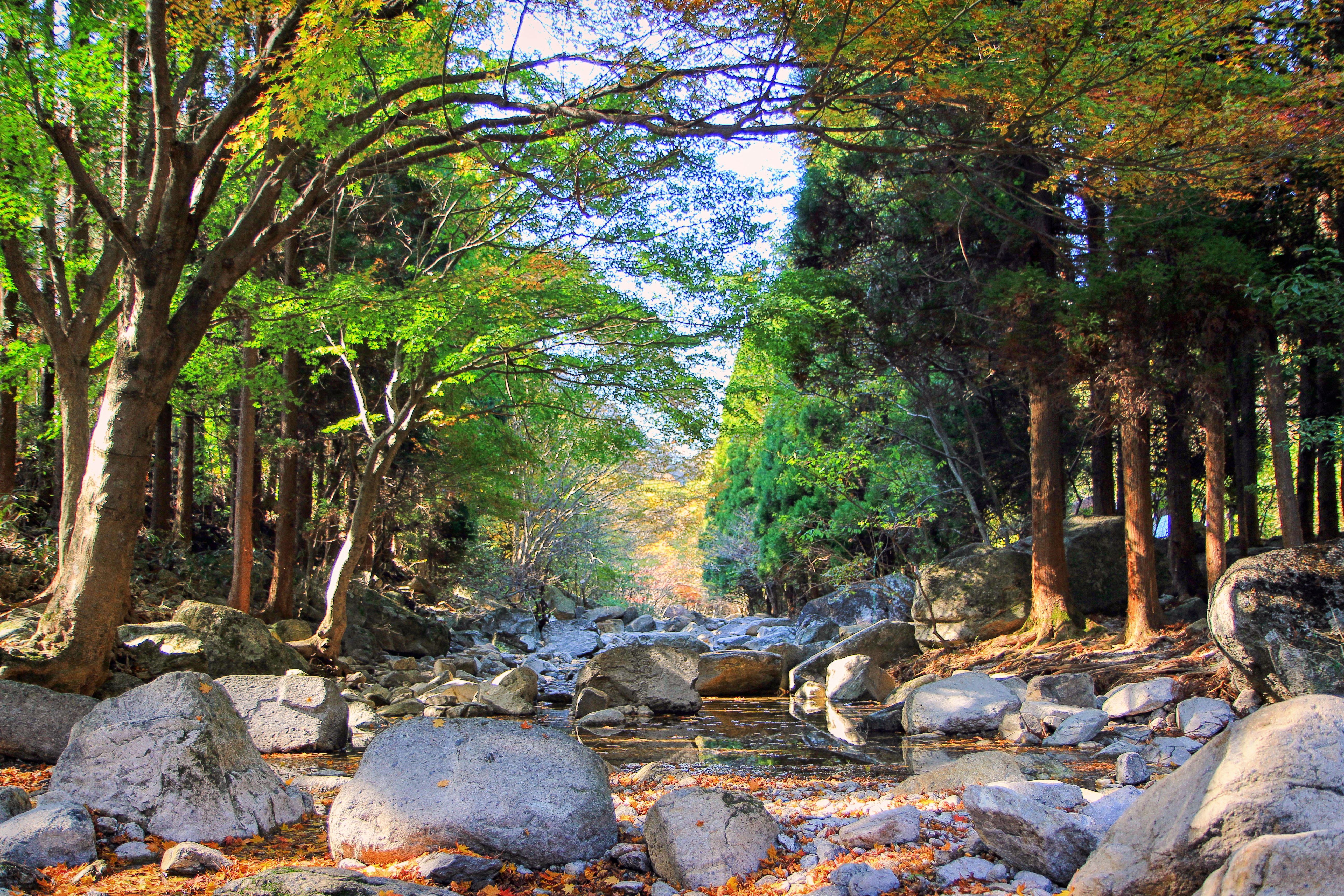
内藏山国立公園

全北特别自治道西部平原地区和东部山岳地区气候差异很大。西部平原地区受海洋的影响年温差小，而东部内陆地区年温差则很大。全北地区年平均气温在10-13℃左右，其中1月份平均气温为-3.5-0.5℃，8份月平均气温为24~26℃，越靠近东部内陆山区，气温越低。:291
全北特别自治道降水量呈现西部平原地区比东部山岳地区少的特点。全北地区年平均降水量为1250-1400毫米，东部沿海地区的金堤市、高敞郡、扶安郡年均降水量是1200毫米，而内陆地区的全州市、南原市、任实郡的年降水量则为1300-1400毫米。受地形影响，西部平原与芦岭山脉交汇的地区是全道降水量最多的地方。:292

## 行政区划

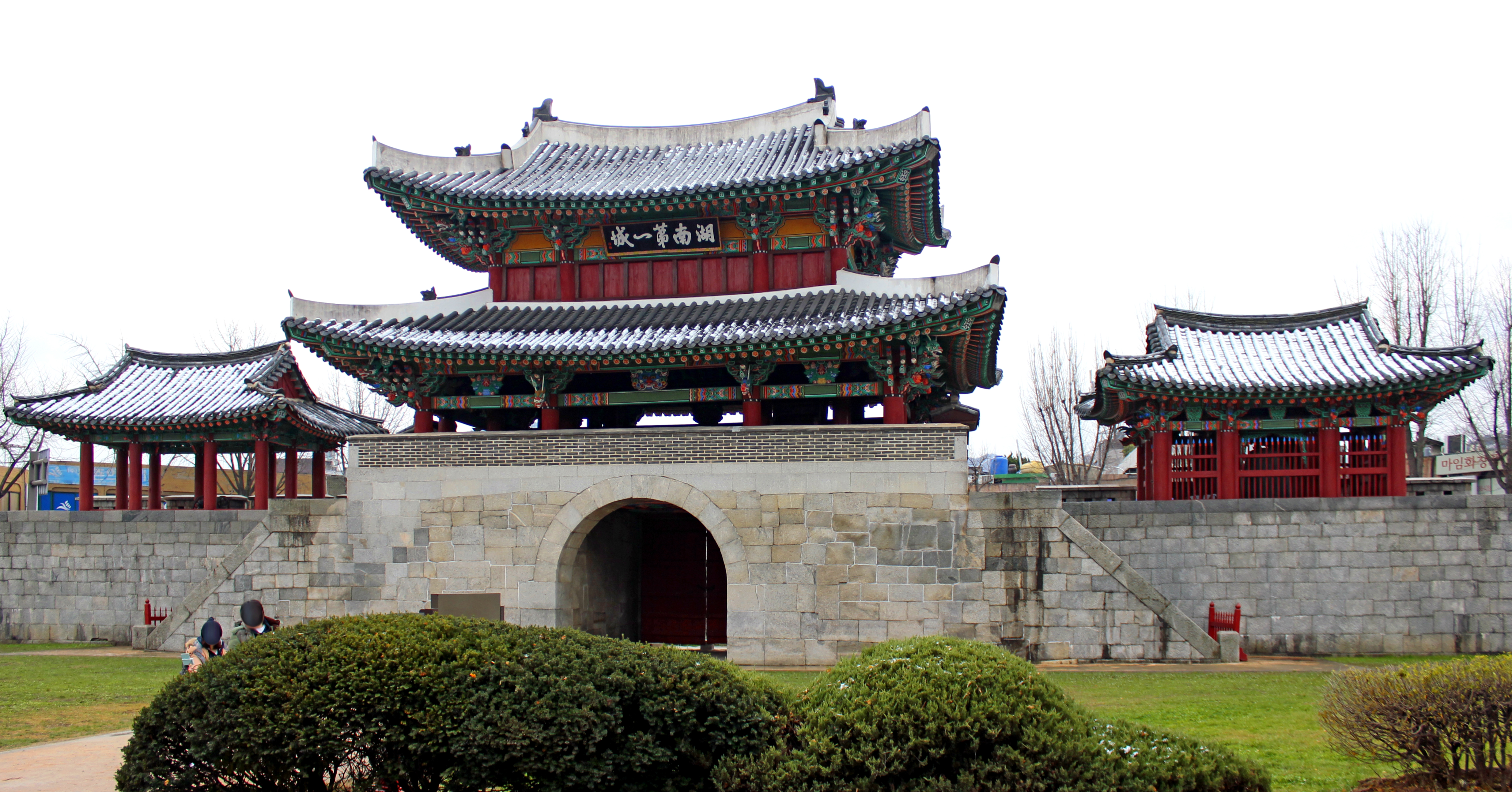
全州市

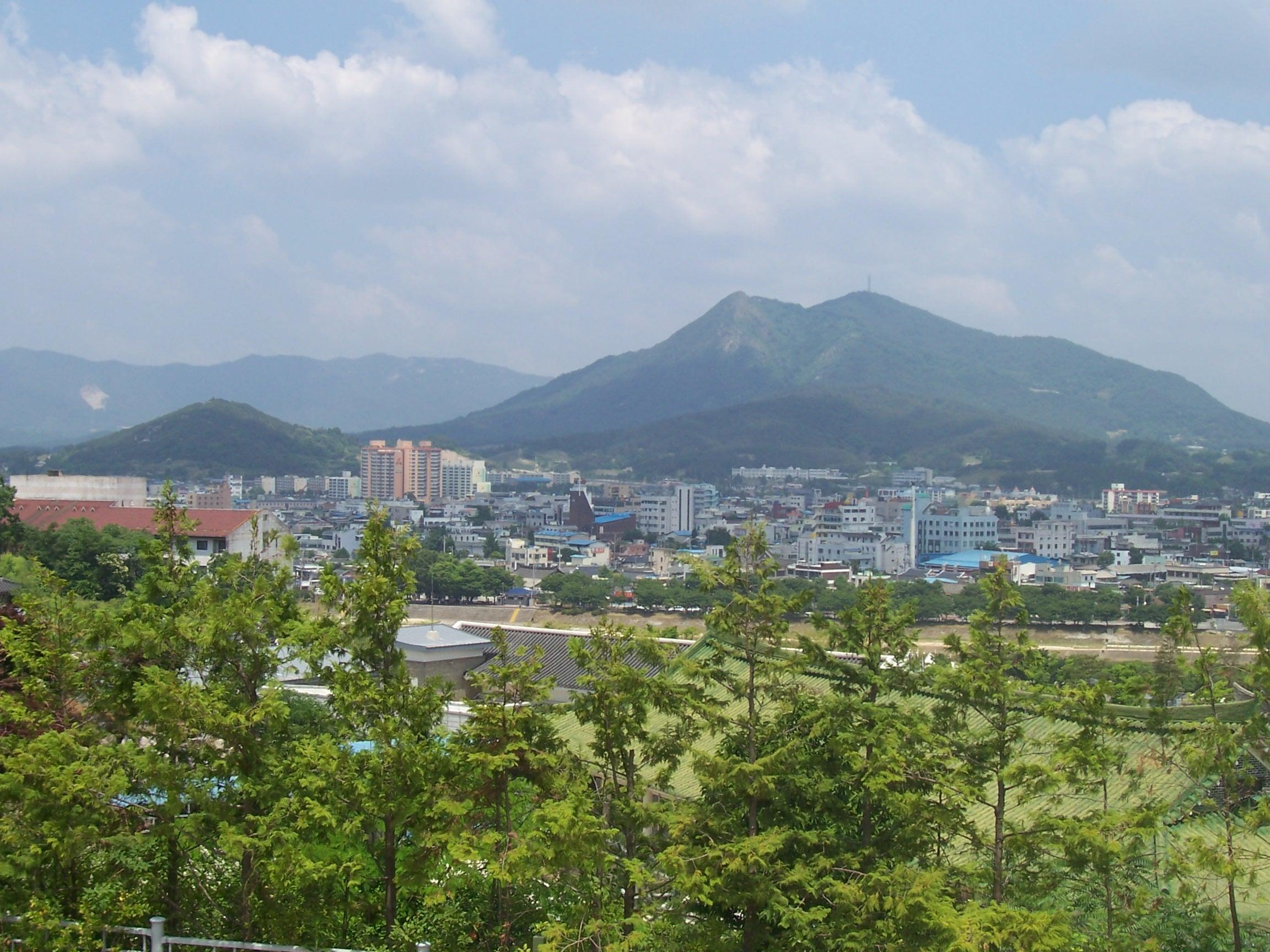
南原市

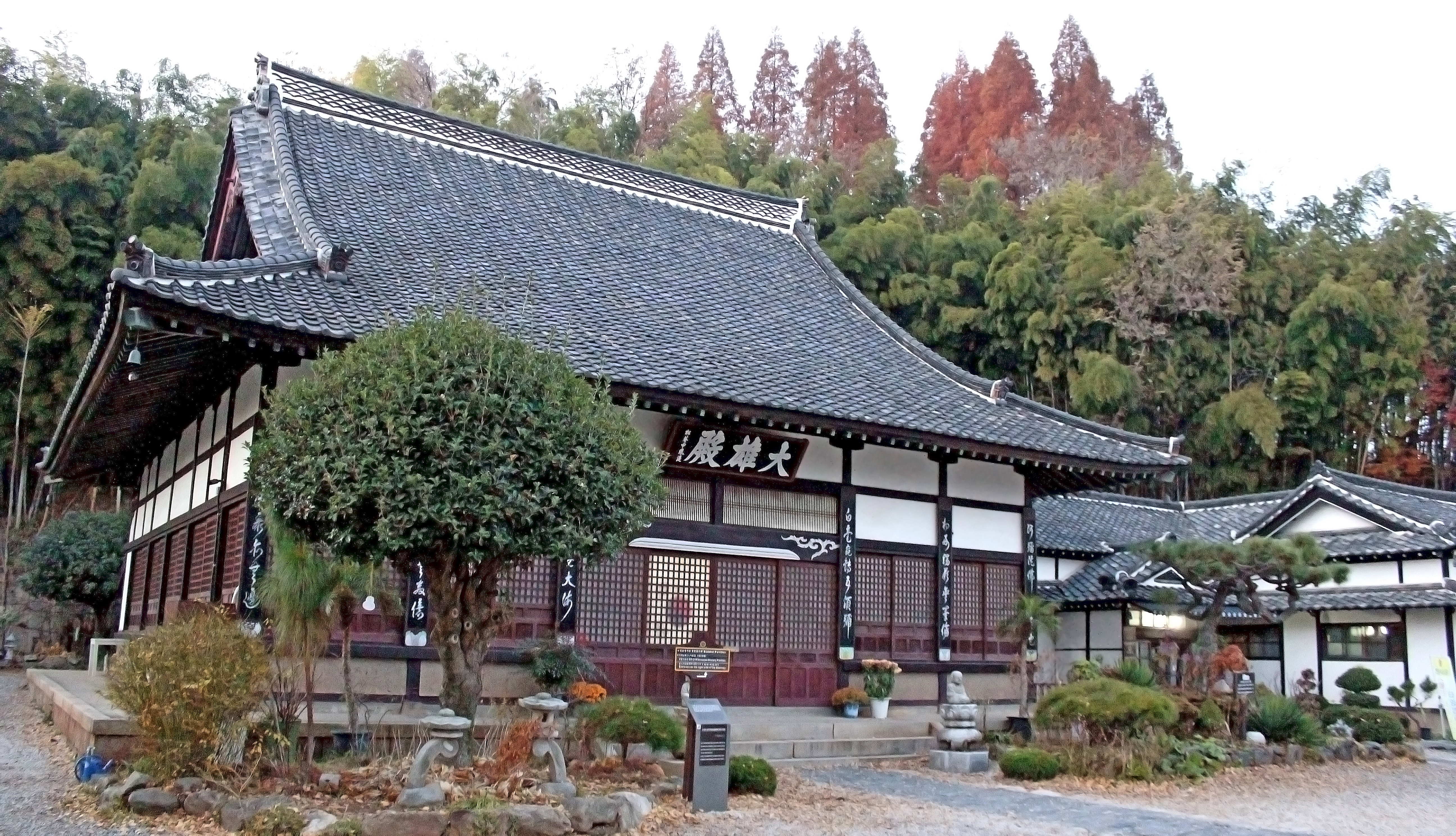
群山市

全北特别自治道行政区划由6市、8郡构成。
| 地图       | #      | 名称   | 韩文    | 人口（2021年4月） |
| ---------- | ------ | ------ | ------- | ----------------- |
|            |        |        |         |                   |
| — 大都市 — |        |        |         |                   |
| 1          | 全州市 | 전주시 | 656,755 |                   |
| — 市 —     |        |        |         |                   |
| 2          | 益山市 | 익산시 | 280,399 |                   |
| 3          | 群山市 | 군산시 | 266,878 |                   |
| 4          | 井邑市 | 정읍시 | 107,555 |                   |
| 5          | 金堤市 | 김제시 | 82,031  |                   |
| 6          | 南原市 | 남원시 | 80,196  |                   |
| — 郡 —     |        |        |         |                   |
| 7          | 完州郡 | 완주군 | 91,127  |                   |
| 8          | 高敞郡 | 고창군 | 54,222  |                   |
| 9          | 扶安郡 | 부안군 | 51,686  |                   |
| 10         | 淳昌郡 | 순창군 | 27,378  |                   |
| 11         | 任實郡 | 임실군 | 27,038  |                   |
| 12         | 茂朱郡 | 무주군 | 23,912  |                   |
| 13         | 镇安郡 | 진안군 | 25,244  |                   |
| 14         | 長水郡 | 장수군 | 21,910  |                   |

## 经济

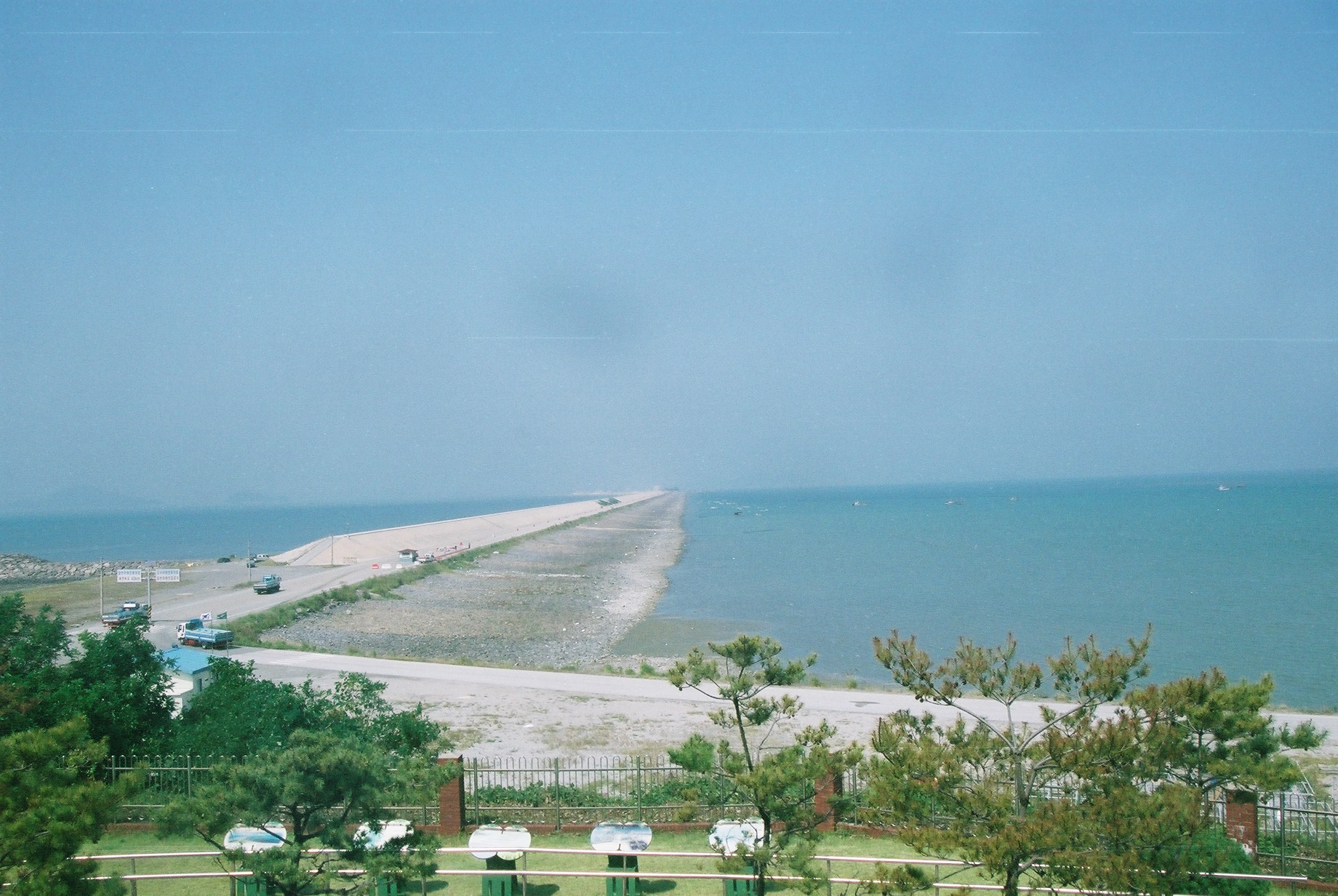
世界最长的海堤新万金海堤

全北特别自治道耕地总面积2337.45平方公里，其中水田面积1815.48平方公里，旱地面积521.97平方公里。东部山区出产麦类、豆类等杂谷类粮食，西部平原地区是韩国重要的水稻生产基地。全北地区大米总产量占到全国生产总量的15%，是仅次于全罗南道的水稻产区。高敞郡是韩国西瓜和花生主产地，此外还出产生姜、梨、烟叶、桃等经济作物。在城市郊区，猪、鸡和奶牛畜牧业很具规模。南原市、任实郡和淳昌郡的栗子，井邑市和完州郡的大枣，井邑市、镇安郡、完州郡和扶安郡的蘑菇，茂朱郡德裕山一带和扶安郡的山野菜和药用植物，任实郡的纤维原料，茂朱郡的丹宁酸原料等都是当地有名的农作物。全北特别自治道的渔港主要有群山、格浦和熊渊等。:292
随着1967年全州工业区和1973年裡里工业区的建成，全北特别自治道的工业化开始得到长足发展:292。汽车与造船是全北特别自治道的主导性产业。韩国国内90%的客车或货车等商用车产自全北特别自治道，商用车在全北特别自治道的出口份额中也占有很高的比重。现代重工和群山造船所等世界级的造船企业在全北特别自治道建有工厂和研发机构。2008年现代重工群山造船所正式投产时，有60多家造船器材企业也纷纷进驻全北特别自治道，形成产业集群化。为建设新万金造船海洋集群和发展“未来型亲环境造船海洋产业的麦加”，全北特别自治道又在2011年和2012年分别申办了韩国造船海洋器材研究院全北分院和“绿色器材试验与认证中心”等。
自2004年起，全北特别自治道将可再生能源定为战略产业，致力于引进可再生能源研发机构，发展具有高附加值的太阳能和风力产业集群，以及氢燃料电池配件材料产业。目前，全北特别自治道的可再生能源产业主要由扶安新再生能源工业园、连接群山-益山-完州的国际太阳能地带、新万金风力产业集群以及新万金内的新再生能源用地开发事业构成。全北特别自治道亦是韩国碳产业的先驱，拥有全国首条碳纤维生产设施，并在韩国率先开发出韧性强度T-700级中性能碳纤维。
全北特别自治道在扶安郡、金堤市和群山市海岸，通过填海造地计划建造409平方公里的融经济、产业及观光为一体的绿色生态自由城市“新万金”。该工程是目前世界上最大的围海造地工程，将为每个韩国人增加1平方米的土地面积。2007年，韩国制定《新万金特别法》将新万金指定为自由经济区。为填海所建的新万金海堤，全长33.9公里，是世界最长的海堤， 2010年6月被收录在《吉尼斯世界纪录大全》，被称为“海上万里长城”。

## 交通

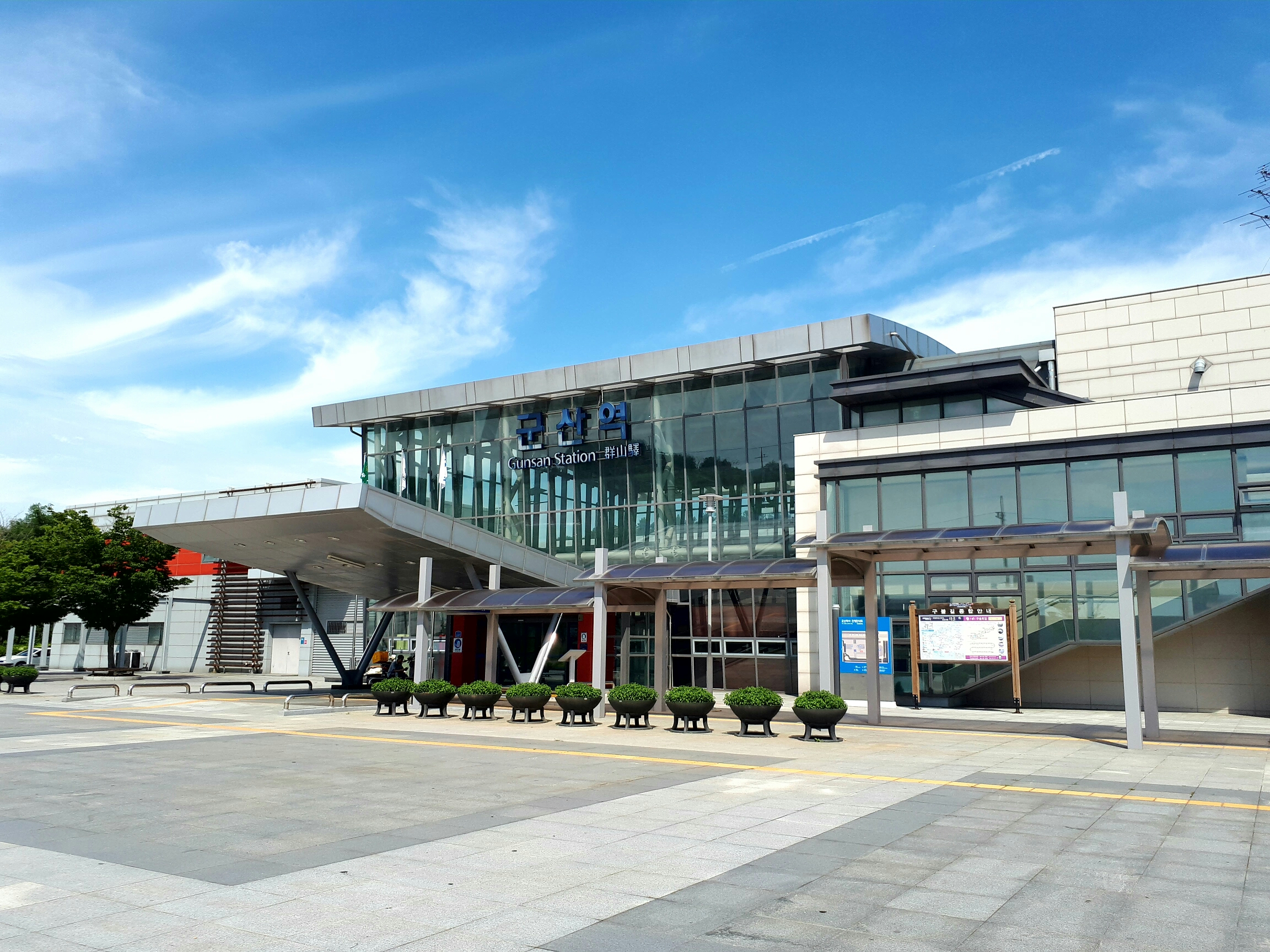
群山站

多条高速公路通过全北特别自治道，主要有湖南高速公路、88奥林匹克高速公路、西海岸高速公路等:293。此外，数条国道以全州市为中心连接着南原、镇安、锦山、论山、群山、井邑和淳昌等地区。:294
全北特别自治道的铁路线主要是湖南线和全罗线。益山市是全北特别自治道的铁路交通枢纽。湖南线和全罗线通过益山站相连。:293
位于全北特别自治道的机场有群山机场。群山机场开通有与济州国际机场的定期航班。

## 文化

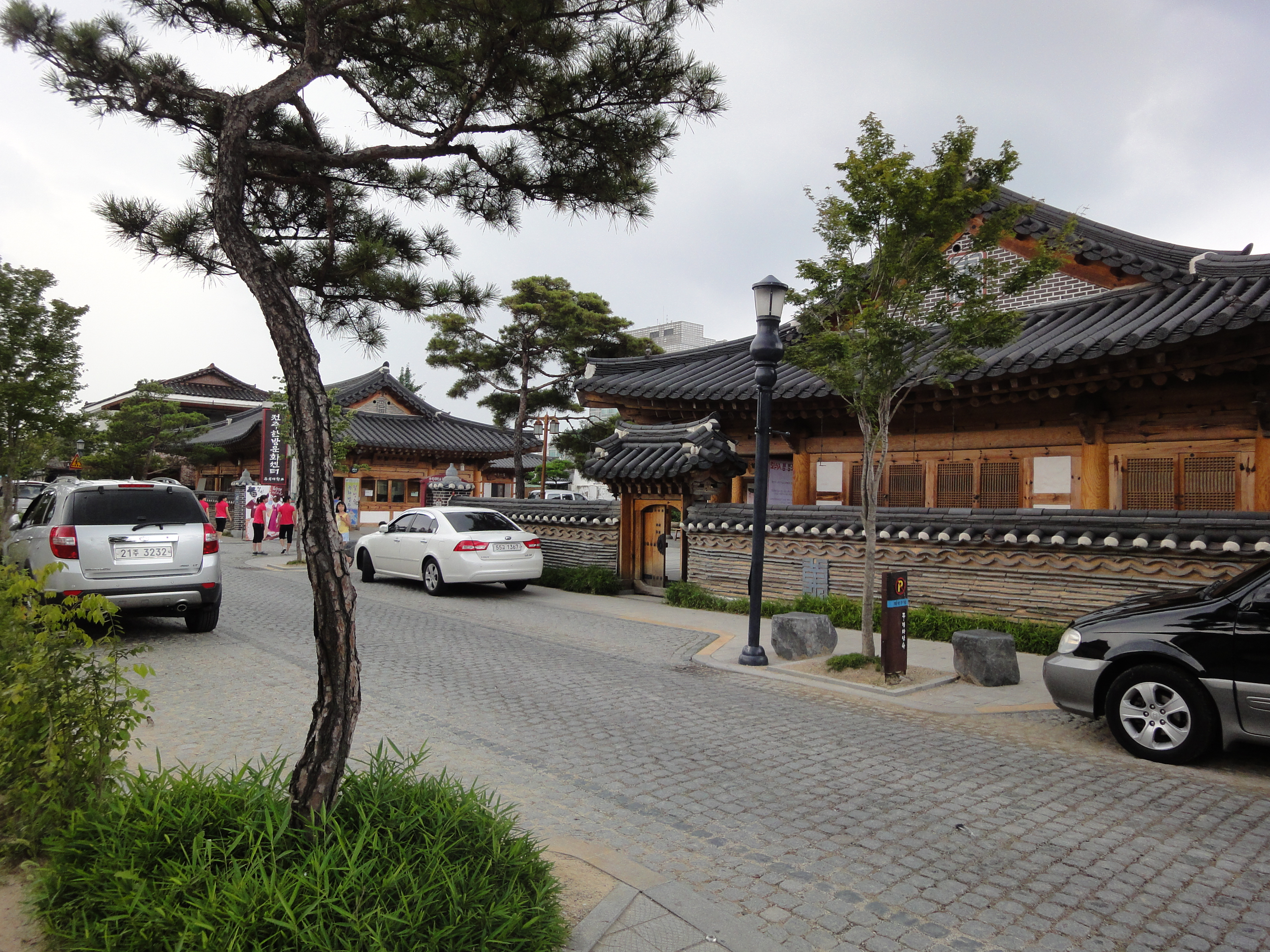
全州韩屋村

以全州为中心的全罗北道地区自马韩、百济时期开始就是个文化发达的地区:294。这里是韩屋、韩纸、韩食、盘索里等韩国传统文化的中心。
位于全州市中心的全州韩屋村有700多间韩屋，还有庆基殿、全州乡校、殿洞聖堂、梧木台等景点，曾在2001年被评为最值得去的旅游景点之一，也是国际慢城联盟指定的慢城之一。全州同时也是联合国教科文组织指定的美食城市之一。全州拌饭和韩定食是代表性的韩国料理。全州市每年举行全州拌饭庆典。

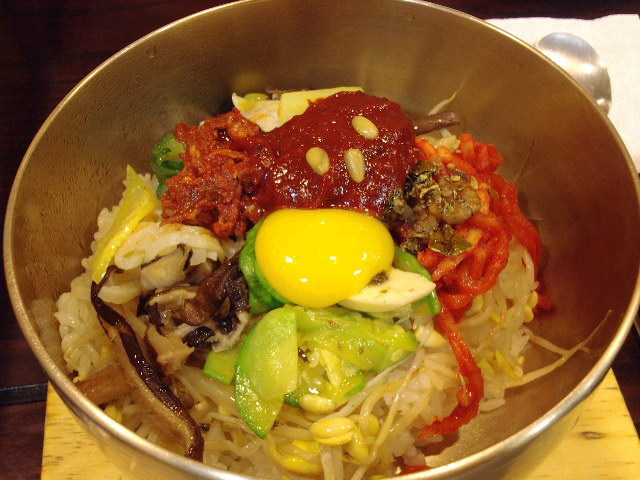
全州拌饭

全北特别自治道是盘索里名著《春香传》和《兴夫传》的发祥地。首府全州市每年举办以盘索里为中心的世界清唱艺术节。此外，全州每年还举办全州韩纸文化节。每年4月末5月初在全州举行的全州国际电影节是韩国代表性的国际电影节之一。

### 古迹

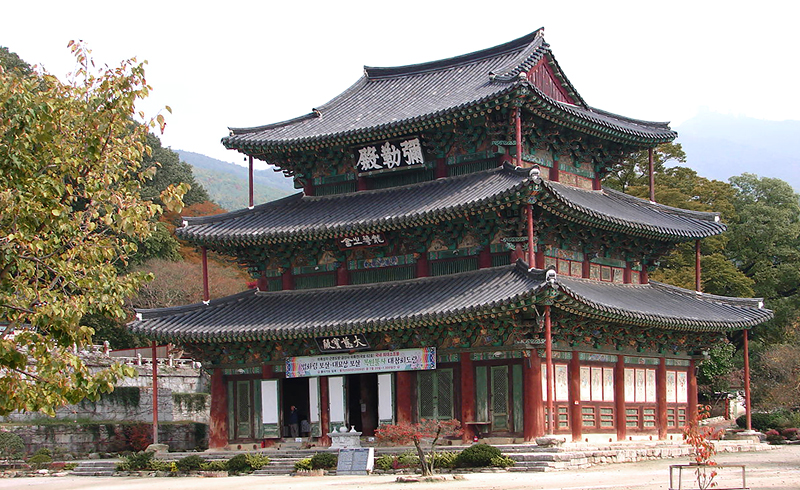
金山寺弥勒殿

高敞郡竹林里地区分布有447个由10吨到300吨形态各异的巨石构成的支石墓，是世界文化遺產高敞、和順、江華支石墓遺址的一部份。这些巨石是青铜器时代的一种石墓。高敞支石墓是韩国规模最大的支石墓遗址。高敞与和顺、江华三地的支石墓遗址在2000年11月29日一起被联合国教科文组织指定为世界文化遗产。
位于南原市山内面的实相寺建于新罗兴德王3年（公元828年），是当时新罗九山禅门所建的第一个佛寺。丁酉再乱期间，实相寺被烧毁，后在朝鲜肃宗时期重建。高宗时期，寺院又遭火灾。目前的实相寺进行了小范围修复。寺内保留的统一新罗末期修建的百丈庵三层石塔是韩国第10号国宝。该塔高5米，塔基部非常低，每层塔体都雕刻着菩萨、仙女、天王等的人物形象，塔顶下面刻有精美的莲花。:296
位于全北特别自治道益山郡的弥勒寺曾是百济时期最大的寺庙。寺内的花岗岩石塔是韩国现存历史最悠久、规模最大的石塔，被指定为韩国第11号国宝。石塔本来是9层，但目前只留有6层。1993年，韩国对东塔进行了复原。弥勒寺和益山王宫里遗址作为韩国百济历史遗迹地区的一部分，于2015年被列为世界文化遗产。:296
位于金堤市的金山寺建于百济法王元年（599年），是湖南第一大的寺院。寺院内的木造弥勒殿是韩国唯一的一座三层上下内部相通的殿堂，是韩国第62号国宝。
位于南原市的广寒楼苑是1419年名相黄喜所建，最初名为“广通楼”，后因河东府院君郑麟趾赞叹此楼美如月宫中的“广寒清虚府”，而得名“广寒楼”。广寒楼苑以广寒楼为中心，修建有东西走向的莲池和连接东西水池的半圆形桥洞鹊桥，是朝鲜庭院的代表作品之一，也是韩国重要的历史遗迹。:296

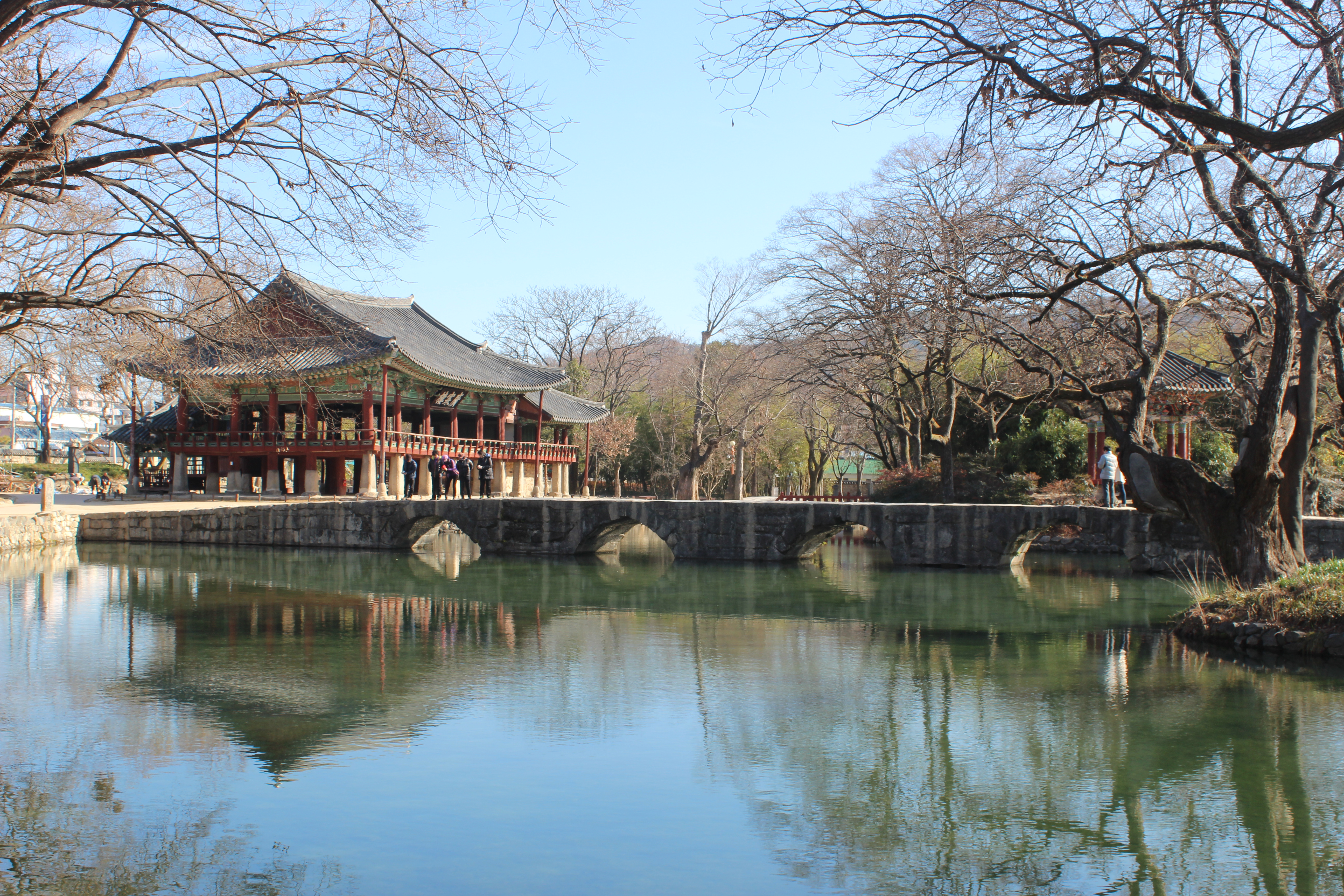
广寒楼苑

### 古典名著
南原市是韩国古典名著《春香传》的发祥地，因此又称“春香谷”。南原市每年在释迦牟尼诞辰日前后5天举办春香节，颂扬春香的贞洁妇德。民俗庆典期间，南原举行时调歌咏比赛、春香选拔大赛、灯火游行、射箭比赛、秋千比赛等活动:296。位于南原的广寒楼苑是《春香传》的背景地之一。广寒楼苑内设有春香祠堂，并在每年的5月5日举行“春香祭”。南原市还建有春香主题公园，这里是林权泽执导的电影《春香传》的外景地。
南原市同时也是韩国古典名著《兴夫传》的发祥地。南原市每年阴历9月9日举行兴夫节纪念兴夫的优秀品格。文化节期间，南原举行唱剧演出、农乐大赛、路演、促进居民和睦相处的兴夫家庭赛跑等活动。南原市引月面建有兴夫村。
全北特别自治道作为韩国两大民间盘索里名著《春香传》和《兴夫传》的发祥地，每年在其首府全州市举办以盘索里为中心的世界清唱艺术节。
位于全北特别自治道西海岸的猬岛是韩国另一部古典小说名著《洪吉童传》中“栗岛国”的原型。

### 公园
地跨全北特别自治道、全罗南道和庆尚南道的智异山国立公园是韩国首座（1967年），也是规模最大的国立公园。智异山在朝鲜半岛与金刚山、漢拏山并称为三大神山，也是新罗五岳中的南岳。山上完整保留有7处国宝，25处宝物，16处地方文化遗产等。智异山有十景，包括老姑坛云海、稗牙谷枫叶、般若峰夕照、碎石杜鹃花、佛日瀑布、碧沼岭明月、烟霞峰仙景、天皇峰日出、蟾津江清流、七仙溪谷。:294。

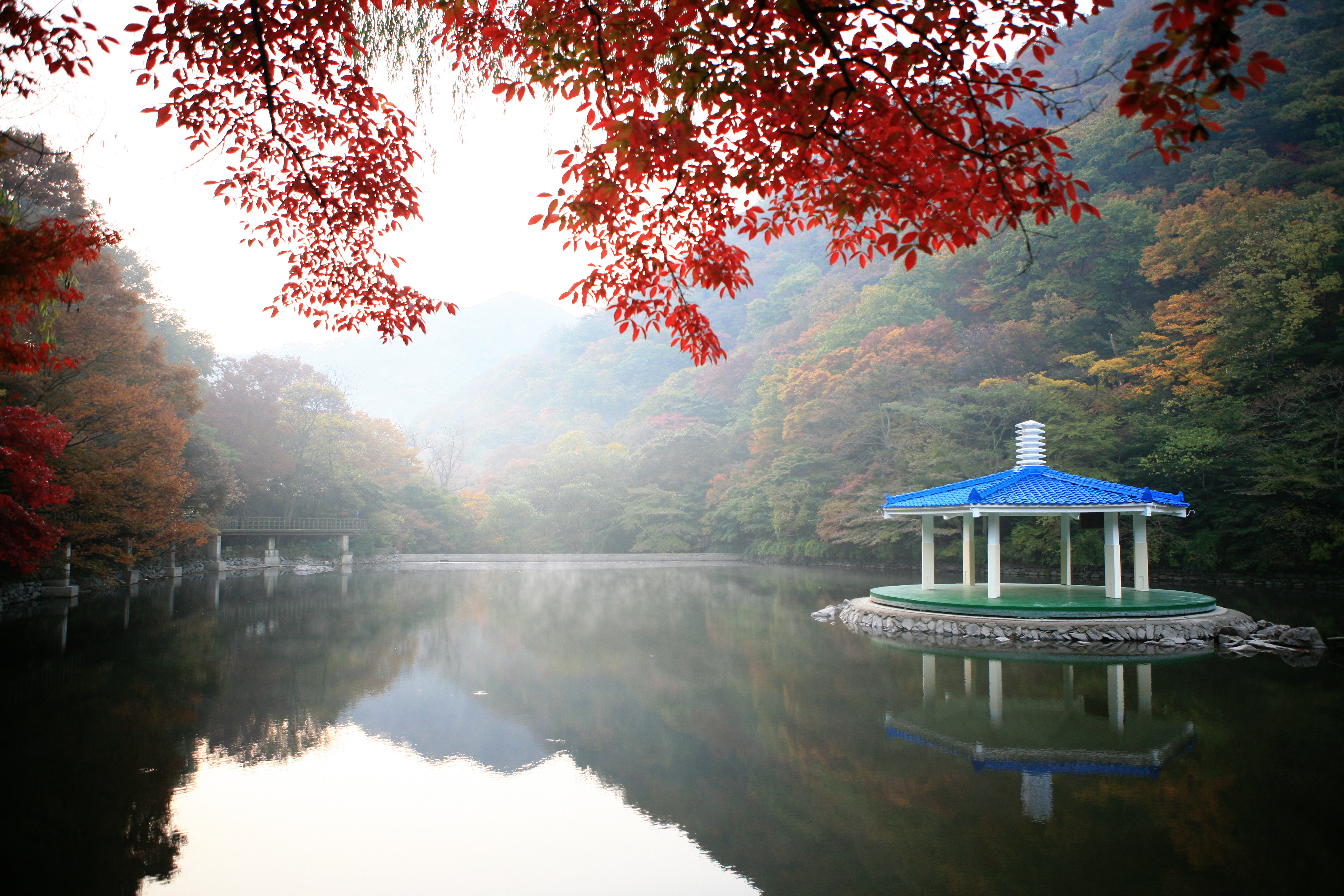
内藏山国立公园

内藏山国立公园是1971年以内藏山为中心成立的韩国国立公园。内藏山是“湖南5大名山”之一，也是韩国八大美景之一，因传说山中所藏物品无穷无尽而得名。公园内峰峰相连，如同屏风，四季景色优美，保留有内藏寺、白羊寺等历史悠久的古刹。韩国自古就有“春白羊，秋内藏”的说法。每逢秋季，内藏山红叶尽染，亦有“湖南的金刚山”之称。:294
德裕山国立公园地跨全北特别自治道和庆尚南道，是岭南地区和湖南地区的分界线，也是锦江和向洛东江的发源地。公园内溪谷、瀑布数量很多，有茂朱九千洞33景和从龙湫瀑布到七连瀑布的安城溪谷11景。公园内保留的高丽将军崔莹所建的赤裳山城遗址是韩国第146号史迹。此外，公园还保留有安国寺、白莲寺、松溪寺等古刹。:294
边山是湖南五大名山之一。位于扶安郡边山半岛的边山半岛公园1988年由道立公园升级为国立公园。边山半岛国立公园大致分为山峰方向的内边山和大海方向的外边山。内边山分布有来苏寺、枞树从、蓬莱九谷、直沼瀑布、玉女潭、遇金山城、开岩寺、月明庵和落照台等名胜古迹。外边山是韩国著名的边山海水浴场，以及海水侵蚀形成的堆积岩石壁彩石江和赤壁江。边山海水浴场附近的海域潮差较大。海水落潮的时候，高射炮海水浴场与虾岛之间会出现一条海路。这种“摩西奇迹”的景观在猬岛也可以看到:295。猬岛也是韩国古典小说名著《洪吉童传》中“栗岛国”的原型。

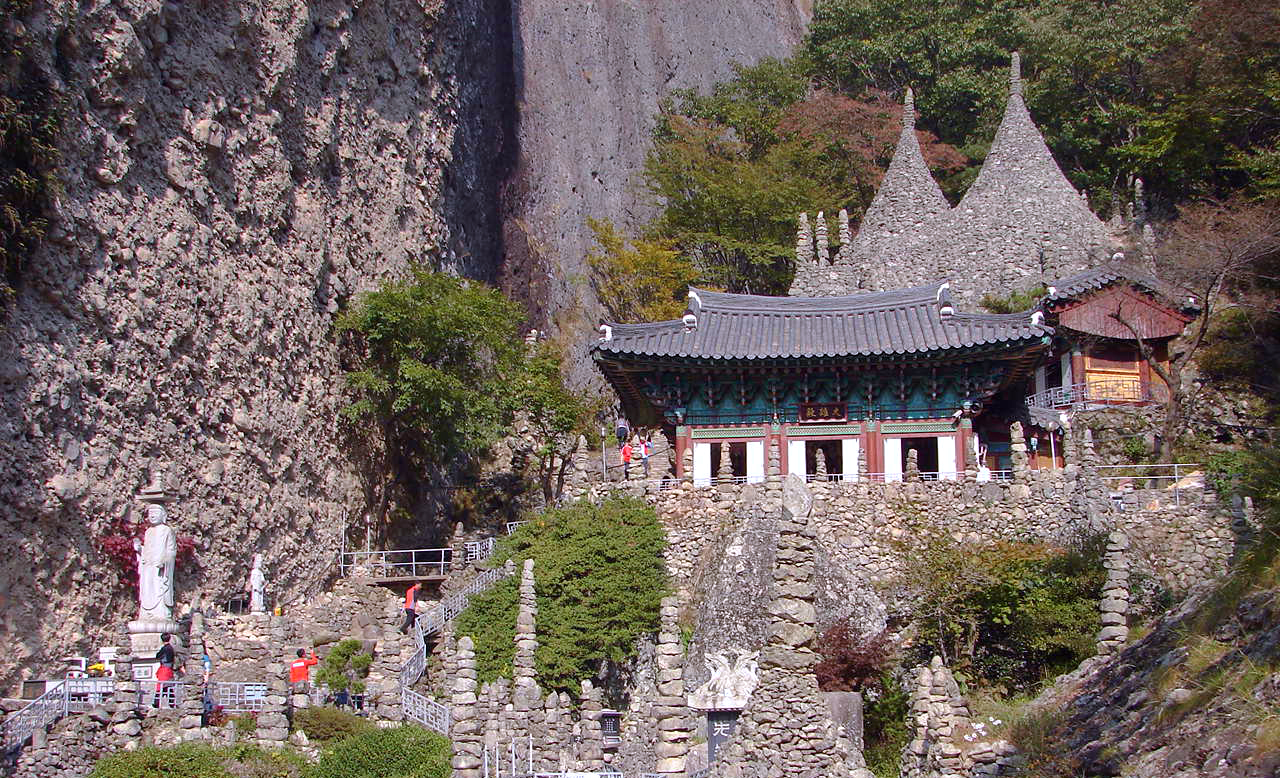
马耳山塔寺

马耳山道立公园位于镇安郡。园内酷似一对马耳的双峰是小白山脉和芦岭山脉的分界线，也是蟾津江和锦江的分水嶺。马耳山在新罗时期称为西多山，高丽时期称为龙出山，朝鲜王朝时期开始称为马耳山。由于四季景色的不同，马耳山在不同的季节有不同的别称。春季，云雾中的双峰好似帆船，因此被称为桅杆峰。夏季，山上树木茂盛如龙角，因此被称为龙角峰。秋季，满山红叶如马耳，而被称为马耳峰。冬季，双峰不积雪，好似沾了墨的毛笔，而被称为文笔峰。马耳山上建有银水寺和塔寺。:295
1977年5月被指定为道立公园的大芚山有着“湖南小金刚”的美誉。大芚山的山顶建有可以远眺的摩天台。山上还建有金刚桥等设施。壬辰倭乱期间，朝鲜人民曾在大芚山歼灭从锦山入侵到全州的日寇。甲午农民起义期间，东学农民军曾在这里与日军展开最后一次对抗。

### 教育
全北大学是全北特别自治道的综合性国立大学，10所韩国国立旗舰大学之一。全北大学主校园位于全州市，在益山市、高敞郡、群山市有分校区，设有4个专业研究生院、14个二级学院、100余个学部学科及研究生院、特殊研究生院。全北大学QS世界大学排名501-550，亚洲排名92。
全州大学和圆光大学是全北特别自治道的两所有宗教背景的大学。位于全州市的全州大学成立于1964年，是所基督教私立大学，设有本科和研究生院。位于益山市的圆光大学是所圆佛教私立大学。该校以圆佛教“物质既已开辟，让我们一起来开辟精神”的开辟精神为理念，设有本科和研究生院。

## 体育

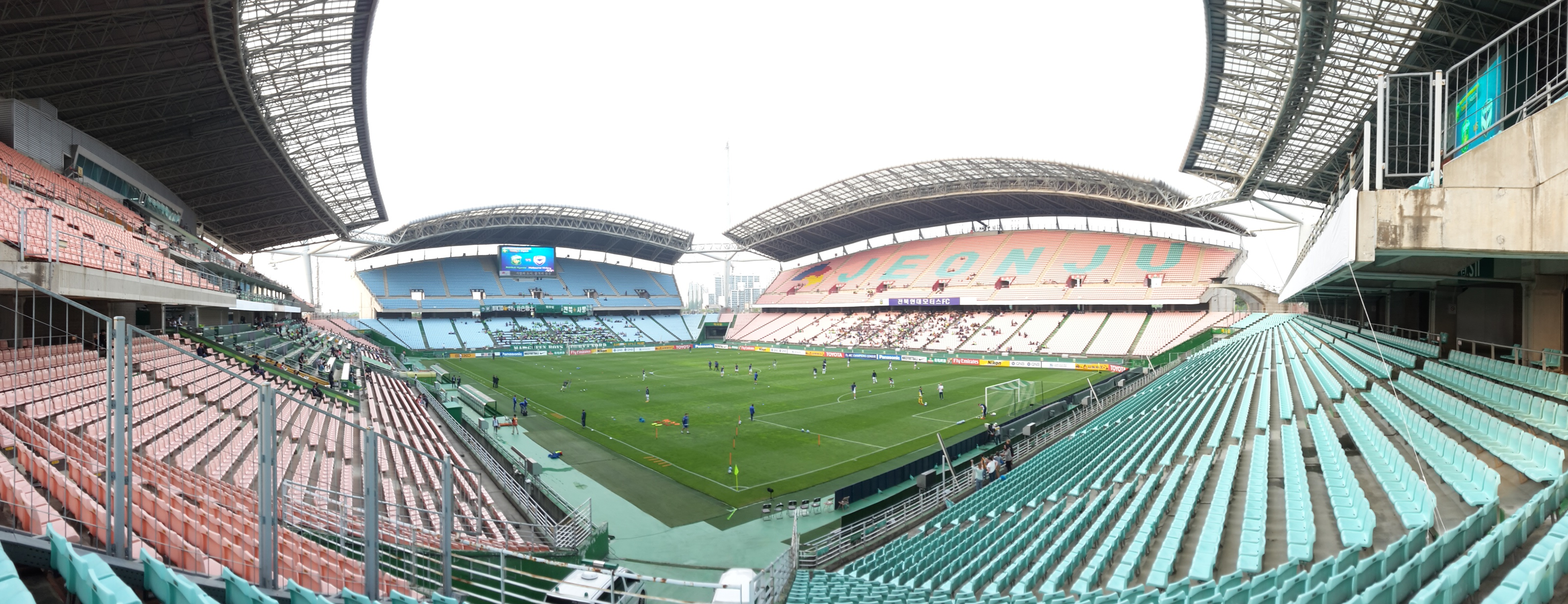
全州世界杯体育场

全北特别自治道举办过1997年冬季世界大学生运动会、2002年国际足联世界杯等国际体育赛事。
全北特别自治道职业足球队K联赛1全北现代是韩国足球的一支劲旅，曾获得2次亚洲联赛冠军杯冠军，8次K联赛1冠军，3次韩国足协杯冠军。全北现代的主场是全州世界杯体育场。

## 国际关系
全北特别自治道与3个国家的7个省份建立有友好关系。

| 姐妹省份 - 中华人民共和国 江苏省 （1994年10月27日） - 美国 华盛顿州 （1996年5月17日） - 美国 新泽西州 （2000年5月19日） | 友好省份 - 日本 鹿儿岛县 （1989年10月30日） - 日本 石川县 （2001年9月10日） - 中华人民共和国 上海市 （2003年4月17日） - 中华人民共和国 山东省 （2006年11月2日） |